# Louis de Wecker
Louis de Wecker (o Luigi de Wecker, all'anagrafe Ludwig Wecker; Francoforte sul Meno, 29 settembre 1832 – Parigi, 24 gennaio 1906) è stato un oculista francese.
Il suo nome è associato alle forbici "de Wecker", piccole forbici affilate per la chirurgia intraoculare dell'iride e della capsula dell'obiettivo.

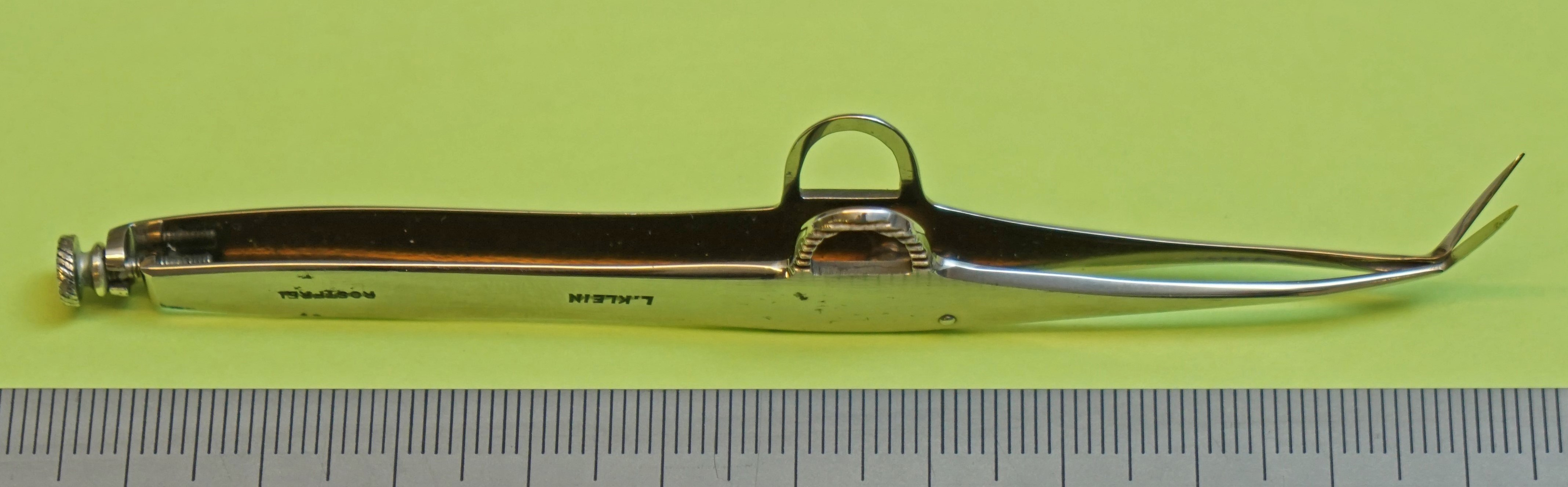
Forbici de Wecker.

## Biografia
Si laureò in medicina a Würzburg in Baviera nel 1855. Determinato a occuparsi di oftalmologia, viaggiò prima a Vienna e poi a Berlino: qui divenne discepolo dell'illustre professor Albrecht von Graefe, la cui fama aveva attirato il de Wecker. Rientrato a Parigi nel 1861 vi si laureò con una tesi sulla congiuntivite purulenta; nel 1862, dopo la laurea, acquistò la clinica di Deval a Parigi.
La clinica ebbe un buon successo di pazienti, soprattutto dopo la pubblicazione, nel 1863, del suo primo Trattato nel quale de Wecker riassumeva i progressi dell'oftalmologia clinica assimilati durante gli studi trascorsi con von Graefe e con il professor Desmarres. Una seconda edizione del Trattato e il Trattato delle malattie del fondo oculare (titolo originale Traité des maladies du fond de l'oeil et Atlas d'ophthalmoscopie) in collaborazione con lo Jäger (1870) consolidarono la sua fama di oftalmologo.
Sempre nel 1870, appena prima dell'assedio prussiano di Parigi de Wecker fonda una nuova clinica oftalmica: fu per molti anni una delle più vaste e meglio attrezzate cliniche francesi oltre che grandemente fruttuosa.
Nel 1878 intraprese insieme al collega Edmond Landolt il Trattato completo di Oftalmologia al quale lavorò per un decennio. 
Nel 1867 esegue un'enucleazione dell'occhio a Léon Gambetta.
Morì il 24 gennaio 1906 nella sua sontuosa dimora in avenue d'Antin, dal 1945 avenue Franklin-D.-Roosevelt.

## Opere principali
- Traité des maladies du fond de l'oeil et Atlas d'ophthalmoscopie, 1870 con Eduard Jäger von Jaxtthal;.
- De l'iridotomie, 1873.
- Échelle métrique pour mesurer l'acuité visuelle, 1877.
- Traité complet d'ophthalmologie, con Edmond Landolt.
- "Ocular therapeutics".
- Traité theorique et pratique des maladies des yeux.
- Ophtalmoscopie clinique, 1881.[3]